# چیرو ایپولیتو
چیرو ایپولیتو (ایتالیایی: Ciro Ippolito؛ زادهٔ ۲۷ ژانویهٔ ۱۹۴۷) کارگردان فیلم، بازیگر، فیلم‌نامه‌نویس، تهیه‌کننده فیلم و تدوین‌گر اهل ایتالیا بود. وی از سال ۱۹۶۰ میلادی تاکنون مشغول فعالیت بوده‌است.
از فیلم‌هایی که وی در آن‌ها نقش داشته‌است، می‌توان به آنی، راهبه دیر کاسترو، از روی درماندگی، جولیا، گلوله برفی و دختر زیبا اشاره نمود.